# 因明入正理論
《因明入正理論》，作者是陳那的學生商羯羅主，佛教因明學的重要著作，是一部較為全面的思考方法教材。

## 名稱釋義
梵本原名《入正理論》，「因明」二字是玄奘漢譯時加上去的，以說明此書是屬於因明學的作品。「正理」是指正確的道理，相當於現代的邏輯學論證。「入」有兩個意思，一方面是指了解正理這門學問的方法，另一方面則是用以理解陳那《因明正理門論》的入門讀物。

## 作者
玄奘譯出此書時，題作商羯羅主菩薩造。相傳他是陳那的學生，生平不詳，只有此書傳世。
藏譯本認為此書是陳那所寫，這是西藏學者一開始誤以為此書是陳那所作的《理門論》，所以將它的作者歸於陳那。

## 版本
本書共有梵、藏、漢三種版本。
漢譯本是由玄奘在貞觀二十一年（西元 647年）在長安譯出，簡稱為《入論》，因為它的長度短於《因明正理門論》，所以也被稱為《小論》。
在宋代，此書也譯為藏文。在元代初年，西藏學者找到另一個梵文本，所以又重新翻譯了一次。
此書的梵文本，原本認為已經散失了，但是在十一世紀時，耆那教徒師子賢為此書作了註，在十二世紀時，脇天、吉祥月又分別為它做了註解，所以此書的梵文本一直流傳在耆那教中。在二十世紀初期，俄國學者米洛諾夫在耆那教文獻中發現此書，為它作了介紹，學界才重新發現了梵文本的存在。
這兩個梵本的內容，跟漢譯本、藏譯本皆有所出入，對於那個版本才是定本，學界意見分歧。日本學者宇井伯壽曾經對照梵文與漢譯本，作出校訂，並譯成日文，附在他的著作《佛教論理學》後面。

## 註疏
玄奘在譯場中一邊翻譯一邊講授此書，他的弟子很多人為它作了註解，其中文軌的比較受人重視，因為他住在莊嚴寺，所以被稱為《莊嚴疏》。比較晚出的是玄奘另一位弟子窺基所作的《因明入正理論疏》，因為它的詳細，份量較大，所以又被稱為《因明大疏》。

## 詳解三十三種因過
1. 佛家因明的理性思考再探 蔡禮德 Hetu－Vidyā Of Rational Thinking(II), Choy L.T.(2009) （页面存档备份，存于）
  - 因明的辨义理（Meaning & Argument Analysis）方法，具有语理分析（Linguistic - conceptual Analysis）及谬误剖析（Fallacy Analysis）的元素。

## 量與非量
1. 佛家因明的理性思考三探 蔡禮德 Hetu－Vidyā Of Rational Thinking(III), Choy L.T.(2010) （页面存档备份，存于）
  - 「现量」及「比量」意谓真
  - 「似现量」及「似比量」意谓非真。